# Timna (Iemen)
Timna (تمنع) és el nom de l'antiga capital del regne de Qataban, actualment anomenada Hajar Kuhlan, a la governació de Shabwa al Iemen, a l'antic estat de Beihan
Està situada a uns 30 km de Beihan al-Qasab, a la riba esquerra del wadi Bayhan o Beihan. La ciutat antiga fou construïda al segle iv aC. A la zona es troben un nombre elevat de jaciments arqueològics on s'han trobat nombroses restes i inscripcions; també queden restes de l'antic i eficaç sistema d'irrigació que es va utilitzar fins al segle viii i que es troba entre Beihan i Hajar Bin Humaid a uns 25 km i que data del segle v aC. Algunes de les troballes són al museu local de Beihan.
Plini el Vell esmenta Timna com a origen de la ruta de l'encens que arribava fins a Gaza i portava quasi tot l'ences d'Aràbia per caravanes que tardaven 62 dies. La ciutat fou excavada per una expedició americana dirigida per Wendell Phillips als anys cinquanta, expedició que va explorar tota la zona i altres llocs del Iemen.